# Delphacodes albostriata
Delphacodes albostriata är en insektsart som först beskrevs av Franz Xaver Fieber 1866.  Delphacodes albostriata ingår i släktet Delphacodes och familjen sporrstritar. Inga underarter finns listade i Catalogue of Life.